# Phaonia cauta
Phaonia cauta är en tvåvingeart som beskrevs av Huckett 1973. Phaonia cauta ingår i släktet Phaonia och familjen husflugor.
Artens utbredningsområde är Maine. Inga underarter finns listade i Catalogue of Life.